# Bactérie tumoricide

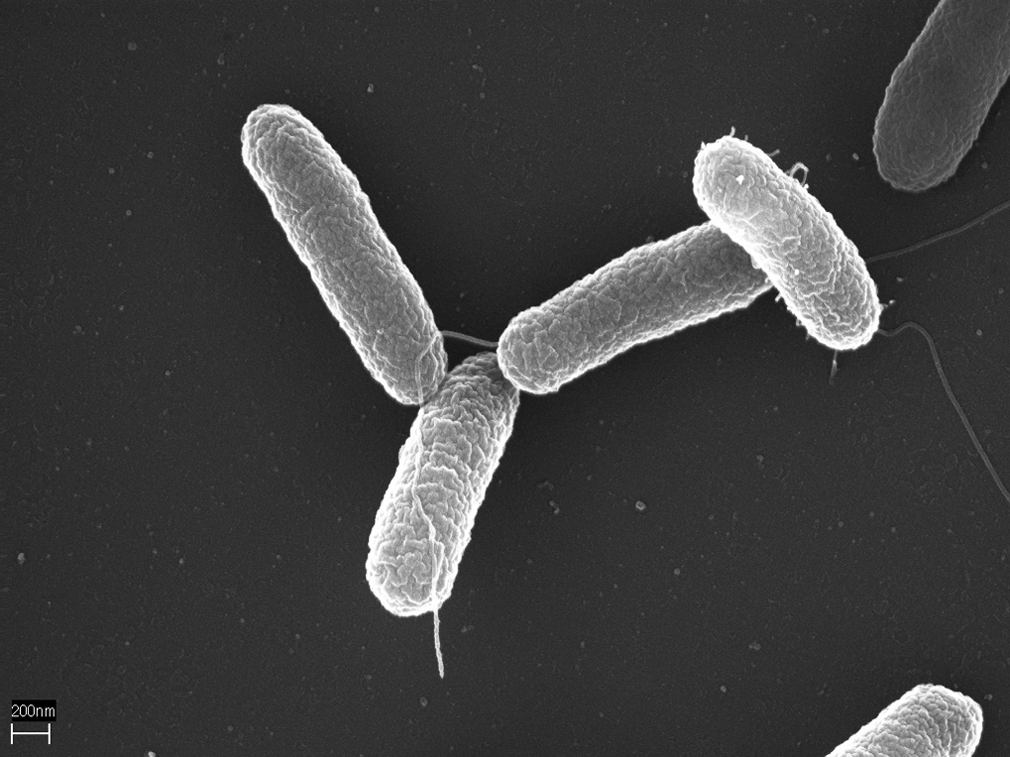
Salmonella typhimurium

Les bactéries tumoricides, ou bactéries carcinolytiques, ou bactéries oncolytiques (ou en anglais : Tumor-homing bacteria ou encore Tumor-targeting bacteria) sont un groupe de bactéries anaérobies facultatives ou obligatoires (capables de produire de l'adénosine triphosphate lorsque l'oxygène est absent et mourant à des niveaux d'oxygène normaux) pouvant cibler les cellules cancéreuses dans le corps, supprimer la croissance tumorale et survivre dans le corps pendant un certain temps, longtemps même après l'infection. Lorsque des bactéries de ce type sont administrées dans le corps, elles migrent vers les tissus cancéreux et commencent à se développer, puis déploient leurs mécanismes respectifs pour détruire les tumeurs solides. Chaque espèce de bactérie utilise un processus différent pour éliminer la tumeur. Les bactéries tumoricides courantes comprennent notamment Salmonella, Clostridium, Bifidobacterium, Escherichia coli, Listeria et Streptococcus. 

## Histoire
Les premières recherches sur ce type de bactéries ont été mises en évidence en 1813 lorsque les scientifiques ont observé que les patients atteints de gangrène gazeuse, une infection causée par la bactérie Clostridium, pouvaient engendrer des régressions tumorales. Au tournant des années 1890, le Dr William Coley, chirurgien assistant et instructeur en chirurgie à l’école de médecine de New York, fait état de succès dans le traitement du sarcome en injectant localement la bactérie Streptoccocus pyogenes. Il justifie son geste médical par l'observation de la guérison d'un patient cancéreux à la suite d'un érysipèle, une infection cutanée,,. Cette expérience met en lumière une corrélation entre l'apparition d'une infection aiguë et la régression spontanée d'une tumeur cancéreuse. L'intérêt pour la recherche pour cette thérapie diminue avec l'avènement de la chimiothérapie et de la radiothérapie au XXe siècle, reléguant les travaux de Coley à l'oubli jusqu'au début des années 1950.
À cette époque, des études de Lloyd J. Old, également originaire de New York, reprennent l'idée de l'utilisation de bactéries, en particulier le bacille Calmette-Guérin (BCG), pour induire des réponses anti-tumorales. En 1969, Georges Mathé et ses collaborateurs publient des résultats encourageants sur l'utilisation du BCG dans le traitement des leucémies lymphoblastiques, bien que ceux-ci ne soient pas corroborés par d'autres chercheurs. Ce n'est qu'en 1976 que Alvaro Moralès et son équipe démontrent l'efficacité du BCG chez des patients atteints de tumeurs superficielles de la vessie. Cette utilisation est aujourd'hui encore recommandée pour les tumeurs de la vessie présentant un risque élevé de récidive et de progression.

## Mécanismes d'inhibition tumorale
Différentes souches de bactéries tumoricides dans des environnements distincts utilisent des processus uniques ou similaires pour inhiber ou détruire la croissance tumorale.

Mécanismes par lesquels les bactéries ciblent les tumeurs. Les interactions entre les bactéries, les cellules cancéreuses et le microenvironnement local provoquent diverses altérations des cellules immunitaires infiltrant la tumeur, des cytokines et des chimiokines, qui facilitent davantage la régression tumorale.
1) Les toxines bactériennes de Salmonella typhimurium, Listeria et Clostridium peuvent tuer directement les cellules tumorales en induisant l'apoptose ou l'autophagie. Les toxines délivrées via Salmonella peuvent réguler positivement la Connexine 43 (Cx43), conduisant à des jonctions lacunaires induites par les bactéries entre la tumeur et les cellules dendritiques (CD), qui permettent une présentation croisée des antigènes tumoraux aux CD.
2) Lors de l'exposition aux antigènes tumoraux et de l'interaction avec des composants bactériens, les CD sécrètent des quantités importantes de la cytokine pro-inflammatoire IL-1β, qui active ensuite les cellules T CD8+.
3) La réponse antitumorale des cellules T CD8+ activées est encore renforcée par la flagelline bactérienne (une sous-unité protéique du flagelle bactérien) via l'activation de TLR5. Les protéines perforine et granzyme sécrétées par les cellules T CD8+ activées tuent efficacement les cellules tumorales dans les tumeurs primaires et métastatiques.
4) La signalisation de la flagelline et du TLR5 diminue également l'abondance des cellules T régulatrices CD4+ CD25+ (Treg), ce qui améliore par la suite la réponse antitumorale des cellules T CD8+ activées.
5) La flagelline de S. typhimurium stimule les cellules NK à produire de l'interféron-γ (IFN-γ), une cytokine importante pour l'immunité innée et adaptative.
6) Les cellules myéloïdes suppressives (MDSC) infectées par Listeria se transforment en un phénotype immunostimulant caractérisé par une production accrue d'IL-12, ce qui améliore encore les réponses des cellules CD8+ T et NK.
7) Les infections à S. typhimurium et à Clostridium peuvent toutes deux stimuler une accumulation importante de neutrophiles. Une sécrétion élevée de TNF-α et de ligand induisant l'apoptose liée au TNF (TRAIL) par les neutrophiles améliore la réponse immunitaire et tue les cellules tumorales en induisant l'apoptose. L'inflammasome des macrophages est activé par contact avec des composants bactériens (LPS et flagelline) et des cellules cancéreuses endommagées par Salmonella, entraînant une sécrétion élevée d'IL-1β et de TNF-α dans le microenvironnement tumoral.
NK cell : cellule tueuse naturelle. Treg cell : cellule T régulatrice. MDSC : cellules suppressives dérivées des myéloïdes. P2X7 : purinocepteur 7-récepteur ATP extracellulaire. LPS : lipopolysaccharide'.

### Mécanismes uniques
- La bactérie Salmonella tue les cellules tumorales par multiplication bactérienne incontrôlée qui peut conduire à l'éclatement des cellules cancéreuses. De plus, les macrophages et les cellules dendritiques (type de globules blancs) de ces tumeurs colonisées par Salmonella sécrètent de l'interleukine IL-1β, une protéine responsable de l'activité anti-tumorale[10].

- La flagelline de Salmonella typhimurium augmente à la fois l'immunité innée et adaptative (mécanismes de défense non spécifiques et spécifiques) de la bactérie en stimulant les lymphocytes NK (cellules Natural Killer) à produire de l'interféron-γ (IFN-γ), une cytokine (protéine régulatrice) importante pour cette immunité[2].
- Listeria inhibe les tumeurs grâce à la production médiée par la NADPH oxydase (nicotinamide adénine dinucléotide phosphate oxydase) de ROS (espèces réactives de l'oxygène) qui est un processus de signalisation cellulaire qui active les cellules T CD8+ (cellules qui détruisent les tissus cancéreux) qui ciblent les tumeurs primaires[11].
- Une souche d’Escherichia coli dotée d'un mécanisme de lyse dépendant de la densité bactérienne (connu sous le nom de quorum-lysis), produit également un nanobody, nommé nbCD47, qui cible spécifiquement la molécule CD47, souvent surexprimée par les cellules tumorales. CD47 inhibe la phagocytose, agissant comme un signal « ne me mange pas ». L'accumulation d'acylhomosérine lors de la multiplication bactérienne déclenche la production d'une protéine de bactériophage, entraînant la lyse des bactéries et la libération des molécules nbCD47 directement dans la tumeur. L'utilisation de cette bactérie recombinante induit une augmentation de l'activité de phagocytose in vitro et, in vivo, une régression tumorale après injection intra-tumorale ou intraveineuse de cellules cancéreuses surexprimant CD47[12].

### Mécanismes similaires
- Clostridium, S. typhimurium, Listeria produisent des exotoxines (comme la phospholipase, l'hémolysine, la lipase) qui endommagent la structure membranaire et les fonctions cellulaires de la tumeur, en induisant l'apoptose ou l'autophagie ce qui programme la mort de la cellule[3].
- Les infections à Salmonella, Clostridium et Listeria favorisent l'élimination des tumeurs en augmentant les cytokines et les chimiokines (protéines régulatrices de la signalisation cellulaire) qui régulent les sites infectés à l'aide de granulocytes et de lymphocytes cytotoxiques (GB qui tuent les cellules cancéreuses)[2].

## Traitements médicaux confirmés
La thérapie bactérienne anti-cancer est un domaine émergent pour le traitement du cancer. Bien que de nombreux essais cliniques soient en cours, à l'heure actuelle, seuls quelques traitements confirmés sont administrés aux patients.

### Traitement avec des souches vivantes de bactéries
L'utilisation de la souche vivante atténuée de Mycobacterium bovis, également connue sous le nom de Bacillus Calmette-Guérin (BCG), est un traitement confirmé du cancer de la vessie. La BCG-thérapie se fait par instillation intravésicale (administration de médicament dans la vessie via un cathéter) et est utilisée depuis 1970 chez les patients atteints de ce type de cancer.

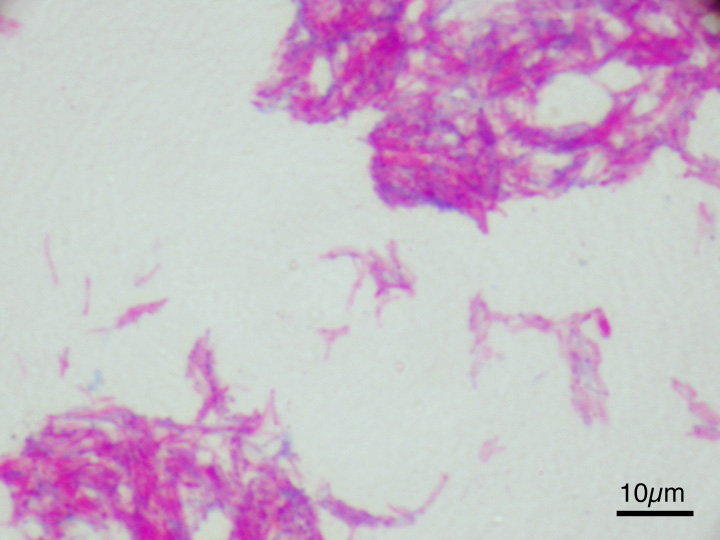
Mycobacterium bovis

En raison des régions nécrotiques et hypoxiques des cellules carcinolytiques (zone de résistance au traitement), l'administration de médicaments de chimiothérapie peut être altérée. Par conséquent, Salmonella peut être associée à une chimiothérapie pour assurer le traitement et le transport, car Salmonella n'est pas affectée par ces régions. De plus, la souche mutante de Salmonella VNP20009 a augmenté en nombre à partir de cette combinaison, ce qui provoque une inhibition supplémentaire des cellules cancéreuses en stimulant les protéines anti-tumorales.

### Traitement avec des bactéries génétiquement modifiées
Les bactéries tumoricides peuvent être génétiquement modifiées pour améliorer leurs activités anti-tumorales et être utilisées pour transporter du matériel thérapeutique en fonction des besoins médicaux. Elles sont généralement transformées en un plasmide qui contient l'expression génique spécifique de ces protéines thérapeutiques de la bactérie. Une fois que le plasmide a atteint le site cible, la séquence génétique de la protéine est exprimée et la bactérie peut avoir son plein effet biologique. Actuellement, il n'existe aucun traitement approuvé avec des bactéries génétiquement modifiées. Cependant, des recherches sont menées sur Listeria et Clostridium en tant que vecteurs pour transporter l'ARNi (qui supprime des gènes) pour le cancer colorectal.

## Dangers potentiels des thérapies bactériennes
Certaines bactéries oncolytiques actives peuvent être nocives pour le corps humain car elles produisent des toxines qui perturbent le cycle cellulaire, ce qui entraîne une altération de la croissance cellulaire et des infections chroniques. Cependant, de nombreuses façons d'améliorer la sécurité des bactéries carcinolytiques dans le corps ont été trouvées. Par exemple, lorsque les gènes virulents des bactéries sont éliminés par ciblage génique, un processus où les gènes sont supprimés ou modifiés, sa pathogénicité (propriété de provoquer une maladie) peut être réduite.

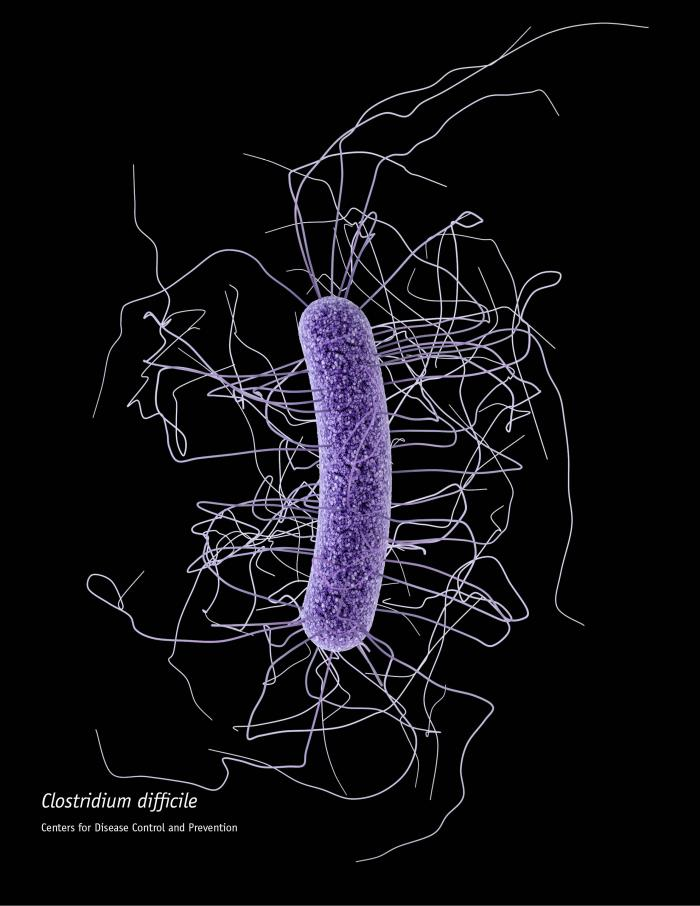
Clostridium difficile

### Effets indésirables
- Les mutations de l'ADN de la bactérie tumoricide dans le corps peuvent entraîner des problèmes tels qu'une infection extrême et un échec du traitement, car les gènes exprimés seront différents et rendront la bactérie non fonctionnelle.
- Une lyse tumorale incomplète ou une colonisation par la bactérie peut entraîner un retard de traitement et nécessitera l'utilisation d'autres traitements anticancéreux tels que la chimiothérapie ou une combinaison de plusieurs. Un traitement retardé ou combiné provoque de nombreux effets sur le corps tels que des vomissements, des nausées, une perte d'appétit, de la fatigue et une chute des cheveux[18].

### Prévention des effets indésirables
- La suppression du gène msbB de Salmonella par génie génétique entraîne la perte de lipide A (un lipide responsable des niveaux de toxicité des bactéries gram-négatives) et réduit donc la toxicité de la bactérie de 10 000 fois[19].
- La production des mutants auxotrophes (souches de micro-organismes ne proliférant que dans un milieu complété par une substance spécifique) qui ne peuvent pas se répliquer efficacement dans un environnement où un nutriment particulier requis par la souche mutante est rare, peut contrer certains effets indésirables. Salmonella A1-R représente une telle souche, auxotrophe pour les acides aminés leucine et arginine qui sont enrichis dans la tumeur mais pas dans les tissus normaux. Par conséquent, dans la tumeur, Salmonella A1-R se développera mais pas dans les tissus normaux, empêchant ainsi les infections et augmentant la sécurité du traitement[3].

## Recherche

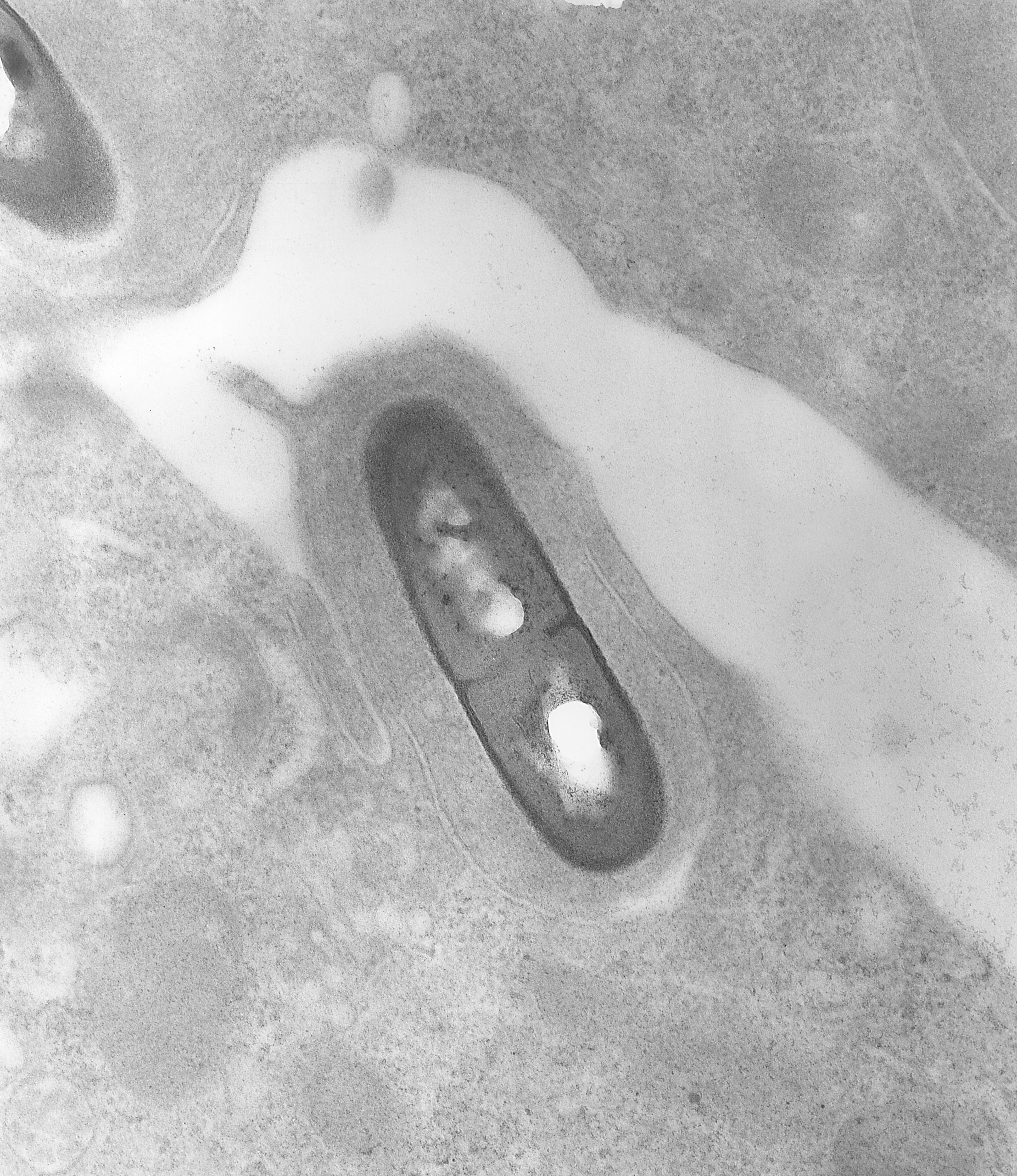
Listeria monocytogenes

Les bactéries les plus étudiées pour le traitement du cancer sont Salmonella, Listeria et Clostridium. Une souche génétiquement modifiée de Salmonella (TAPET-CD) a terminé les essais cliniques de phase 1 pour les patients atteints d'un cancer métastatique de stade 4 ; il en ressort une colonisation de la tumeur par TAPET-CD, accompagnée d'une production significativement élevée de 5-FU à l'intérieur de celle-ci par rapport aux tissus sains. Toutefois, cette colonisation tumorale était moindre que celle observée dans les modèles murins testés. 
Pour traiter le cancer colorectal (CRC), une souche d’Escherichia coli (Eda-I1-HlpA) a été développée afin de présenter à sa surface une protéine issue de Streptococcus gallolyticus : l’histone-like protein A (HlpA). Celle-ci interagit spécifiquement avec les sulfates d'héparane  propres aux cellules du CRC, conférant ainsi à la bactérie recombinante la capacité de cibler exclusivement ces cellules après son administration par voie orale. De surcroît, cette souche bactérienne exprime la myrosinase, une enzyme capable de dégrader les glucosinolates, des composés présents dans les légumes de la famille des brassicacées, (anciennement appelés « crucifères ») pour produire du sulforaphane, un agent cytotoxique pour les cellules cancéreuses. Par conséquent, les bactéries de la souche Eda-I1-HlpA, administrées par voie orale conjointement à un régime alimentaire riche en brassicacées tels que le chou-fleur, le brocoli ou le radis, entraînent une réduction du nombre et de la taille des tumeurs dans un modèle murin de CRC. Par la suite, ces bactéries sont naturellement éliminées de l'organisme.
Le traitement du mésothéliome pleural malin par CRS-207, une souche atténuée de Listeria monocytogenes caractérisée par la délétion de deux gènes et exprimant la mésothéline comme antigène tumoral, en association avec une chimiothérapie, a démontré une activité antitumorale prometteuse, se traduisant par un taux de réponse de 59 %, ainsi que par le recrutement de lymphocytes infiltrant les tumeurs (TIL). Plusieurs essais cliniques sont actuellement en cours avec la souche CRS-207 : en combinaison avec le pembrolizumab, un anticorps monoclonal humanisé anti-PD-1 breveté, pour le traitement des cancers gastriques ou du mésothéliome pleural, et en association avec l'ipilimumab, un anticorps humain anti-CTLA-4, pour le traitement du cancer du pancréas métastatique.
Des vaccins anticancéreux à base de Listeria sont actuellement produits et font l'objet de nombreux essais cliniques. Des essais de phase I de la souche Clostridium appelée Clostridium novyi (C. novyi -NT) pour les patients atteints de tumeurs réfractaires au traitement ou de tumeurs qui ne répondent pas au traitement sont en cours (2016).
Il est à noter que ce champ de recherche inclut aussi l'utilisation exclusive ou en association de virus ou de parasites protozoaires tel queTrypanosoma cruzi. Les thérapies à base de micro-organismes surclassent, ou améliorent l'efficacité des onéreuses et toxiques thérapies à base d'anticorps monoclonaux inhibiteurs des points de contrôle immunitaire.

## Voir également
- Ciblage génétique
- Chimiothérapie
- Immunothérapie
- Vaccin BCG
- Virothérapie